# Championnats d'Europe de gymnastique artistique masculine 1979
Navigation
Édition précédente Édition suivante
Le 13e championnat d'Europe de gymnastique artistique masculine s'est déroulé à Essen en Allemagne de l'Ouest en 1979.

## Résultats

### Concours général individuel
| Rang              | Gymnaste                | Total  |
| ----------------- | ----------------------- | ------ |
| Médaille d'or     | Stoyan Deltchev (BUL)   | 57.750 |
| Médaille d'argent | Bohdan Makuts (URS)     | 57.450 |
| Médaille d'argent | Alexander Tkachev (URS) | 57.450 |

### Finales par engins

#### Sol
| Rang               | Gymnaste              | Total |
| ------------------ | --------------------- | ----- |
| Médaille d'or      | Stojan Deltchev (BUL) | 19.60 |
| Médaille d'argent  | Ralf Barthel (GDR)    | 19.50 |
| Médaille de bronze | Lutz Mack (GDR)       | 19.45 |

#### Cheval d'arçon
| Rang               | Gymnaste                 | Total |
| ------------------ | ------------------------ | ----- |
| Médaille d'or      | Aleksandr Dityatin (URS) | 19.15 |
| Médaille d'or      | György Guczoghy (HUN)    | 19.15 |
| Médaille de bronze | Michel Boutard (FRA)     | 19.05 |
| Médaille de bronze | Bohdan Makuts (URS)      | 19.05 |

#### Anneaux
| Rang               | Gymnaste                 | Total |
| ------------------ | ------------------------ | ----- |
| Médaille d'or      | Aleksandr Dityatin (URS) | 19.35 |
| Médaille d'argent  | Bohdan Makuts (URS)      | 19.20 |
| Médaille de bronze | Lutz Mack (GDR)          | 19.15 |

#### Saut
| Rang               | Gymnaste              | Total  |
| ------------------ | --------------------- | ------ |
| Médaille d'or      | Bohdan Makuts (URS)   | 19.500 |
| Médaille d'argent  | Jozef Konecny (TCH)   | 19.475 |
| Médaille de bronze | Stoyan Deltchev (BUL) | 19.400 |
| Médaille de bronze | Ralf Barthel (GDR)    | 19.400 |

#### Barres parallèles
| Rang               | Gymnaste                 | Total |
| ------------------ | ------------------------ | ----- |
| Médaille d'or      | Bohdan Makuts (URS)      | 19.55 |
| Médaille d'argent  | Aleksandr Dityatin (URS) | 19.40 |
| Médaille de bronze | Eberhard Gienger (FRG)   | 19.30 |
| Médaille de bronze | Henri Boerio (FRA)       | 19.30 |

#### Barre fixe
| Rang              | Gymnaste                 | Total |
| ----------------- | ------------------------ | ----- |
| Médaille d'or     | Alexander Tkatchev (URS) |       |
| Médaille d'argent | Péter Kovács (HUN)       |       |
| Médaille d'argent | Stojan Deltchev (BUL)    |       |

## Tableau des médailles
| 1 | {{country data {{{1}}} | Pays/callback | name = | variant= | size= }} | ? | ? | ? | ? |
| 2 | {{country data {{{1}}} | Pays/callback | name = | variant= | size= }} | ? | ? | ? | ? |
| 3 | {{country data {{{1}}} | Pays/callback | name = | variant= | size= }} | ? | ? | ? | ? |
| 4 | {{country data {{{1}}} | Pays/callback | name = | variant= | size= }} | ? | ? | ? | ? |
| 5 | {{country data {{{1}}} | Pays/callback | name = | variant= | size= }} | ? | ? | ? | ? |
| 6 | {{country data {{{1}}} | Pays/callback | name = | variant= | size= }} | ? | ? | ? | ? |
| 7 | {{country data {{{1}}} | Pays/callback | name = | variant= | size= }} | ? | ? | ? | ? |
| 8 | {{country data {{{1}}} | Pays/callback | name = | variant= | size= }} | ? | ? | ? | ? |